# Herlánder Coimbra
Herlánder Fernandes Silva Coimbra (Luanda, 16 giugno 1968) è un ex cestista angolano.
Alto 204 cm per 76 kg, giocava come ala nella nazionale di pallacanestro dell'Angola.

## Carriera
Con la sua nazionale ha preso parte ai Giochi olimpici del 1992, 1996 e 2000. È ricordato soprattutto per uno scontro di gioco avuto con lo statunitense Charles Barkley all'edizione del 1992.